# Фоссло Еуро
Фоссло Еуро (Vossloh Euro) е клас дизелово-електрически локомотиви на германската компания Фоссло, произвеждани от 2006 година в нейния завод във Валенсия (Испания). Той включва два базови варианта — четириосния Еуро 3000 и шестосния Еуро 4000. Локомотивът е специално разработен за нарастващия брой нови частни железопътни оператори, навлизащи на пазара на трансгранични товарни превози в Европейския съюз след началото на неговата либерализация в началото на 21 век.